# Tonalá (Jalisco)
Tonalá é um município do estado de Jalisco, no México. Em 2005, o município possuía um total de 408,729 habitantes.